# Le Mouvement socialiste
Le Mouvement socialiste (z fr. Ruch socjalistyczny) – pismo syndykalistyczne we Francji ukazujące się w latach 1899-1914. W gronie jego założycieli znaleźli się Hubert Lagerdell, Jean Longuet i Emile Durkheim. Pismo popierało demokrację, powszechne prawa wyborcze, parlamentaryzm, przeciwstawiało się burżuazyjnemu trybowi życia i popierało likwidację klas społecznych. Pismo było popularne i przyciągnęło do siebie międzynarodową publiczność zainteresowaną syndykalizmem i marksizmem. Do sukcesu pisma przyczynili się m.in. intelektualiści tacy jak Georges Sorel i Victor Griffuelhes.